# Lombank Trophy 1962
Lombank Trophy 1962 je bila neprvenstvena dirka Formule 1 v sezoni 1962. Odvijala se je 14. aprila 1962 na dirkališču Snetterton Motor Racing Circuit.

## Dirka
| Poz | Št | Dirkač          | Moštvo                            | Konstruktor     | Krogi | Čas/Odstop              | Št. m. |
| --- | -- | --------------- | --------------------------------- | --------------- | ----- | ----------------------- | ------ |
| 1   | 3  | Jim Clark       | Team Lotus                        | Lotus-Climax    | 50    | 1.20:25,6               | 2      |
| 2   | 9  | Graham Hill     | Owen Racing Organisation          | BRM             | 50    | + 57,4 s                | 3      |
| 3   | 2  | Jo Bonnier      | Scuderia SSS Republica di Venezia | Porsche         | 49    | +1 krog                 | 8      |
| 4   | 20 | Keith Greene    | Gilby Engineering                 | Gilby-Climax    | 49    | +1 krog                 | 10     |
| 5   | 15 | Tony Shelly     | John Dalton                       | Lotus-Climax    | 47    | +3 krogi                | 12     |
| 6   | 17 | Wolfgang Seidel | Autosport Team Wolfgang Seidel    | Porsche         | 46    | +7 krogov               | 13     |
| 7   | 7  | Stirling Moss   | UDT-Laystall Racing Team          | Lotus-Climax    | 45    | +5 krogov               | 1      |
| 8   | 18 | Chris Ashmore   | Gerry Ashmore                     | Cooper-Climax   | 42    | +8 krogov               | 15     |
| Ods | 14 | Tim Parnell     | Tim Parnell                       | Lotus-Climax    | 17    | Pregrevanje             | 9      |
| Ods | 12 | John Surtees    | Bowmaker Racing Team              | Lola-Climax     | 16    | Pregrevanje             | 4      |
| Ods | 16 | Graham Eden     | Gerry Ashmore                     | Emeryson-Climax | 15    | Sklopka                 | 14     |
| Ods | 4  | Trevor Taylor   | Team Lotus                        | Lotus-Climax    | 8     | Motor                   | 7      |
| Ods | 6  | Innes Ireland   | UDT-Laystall Racing Team          | Lotus-Climax    | 7     | Trčenje                 | 6      |
| Ods | 8  | Masten Gregory  | UDT-Laystall Racing Team          | Lotus-Climax    | 7     | Trčenje                 | 5      |
| Ods | 11 | Roy Salvadori   | Bowmaker Racing Team              | Cooper-Climax   | 3     | Motor                   | 11     |
| WD  | 1  | Jack Brabham    | Brabham Racing Organisation       | Lotus-Climax    |       | Poškodovan dirkalnik    | -      |
| WD  | 5  | Peter Arundell  | Team Lotus                        | Lotus-Climax    |       | Brez dirkalnika         | -      |
| WD  | 10 | Richie Ginther  | Owen Racing Organisation          | BRM             |       | Nepripravljen dirkač    | -      |
| WD  | 19 | Ross Greenville | Ross Greenville                   | Cooper-Climax   |       | Nepripravljen dirkač    | -      |
| WD  | 21 | Ian Burgess     | Anglo-American Equipe             | Cooper-Climax   |       | Nepripravljen dirkalnik | -      |
| WD  | 22 | Tony Settember  | Emeryson Cars                     | Emeryson-Climax |       | Nepripravljen dirkalnik | -      |